# Fisayo Akinade
Fisayo Akinade (né le 28 décembre 1987) est un acteur britannique, surtout connu pour ses rôles de Dean Monroe dans Cucumber et Banana sur Channel 4, et de M. Ajayi dans la série populaire Netflix Heartstopper, ainsi que pour son travail au théâtre.

## Enfance et éducation
Akinade est né à Liverpool. Il passe quatre années de son enfance au Nigeria avant de retourner au Royaume-Uni où il grandit dans les quartiers de Fallowfield et de Moss Side de Manchester.
En grandissant, il veut être gymnaste. Cependant, à la suite d'une blessure et de la fermeture de l'endroit où il s'entraîne, Akinade commence à suivre des cours d'art dramatique au Contact Theatre, puis rejoint la Contact Young Actors Company, et des ateliers au Royal Exchange Theatre,. Il suit ensuite une formation à la Royal Central School of Speech and Drama de Londres,.

## Carrière
La percée d'Akinade à la télévision a lieu en 2015, lorsqu'il joue le rôle de Dean Monroe dans le drame Cucumber de Russell T Davies et ses dérivés Banana et Tofu, En 2016, Akinade joue aux côtés de Glenn Close, Gemma Arterton et Paddy Considine dans The Girl with All the Gifts.
En février 2022, Akinade joue dans la pièce The Glow d'Alistair McDowall  au Royal Court Theatre Downstairs,.
Akinade joue dans la série Netflix Heartstopper, sortie en avril 2022. Dans la série, il incarne M. Ajayi, un sympathique professeur d'art qui soutient le personnage principal Charlie, en particulier dans le contexte du collégien victime de harcèlement à cause de sa sexualité.

## Vie privée
Akinade est gay. Il n'est sur aucun réseau social. Il s'est également marié en octobre 2023.

## Filmographie

### Film
| An   | Titre                                       | Rôle                    | Remarques     |
| ---- | ------------------------------------------- | ----------------------- | ------------- |
| 2013 | Sauveur                                     | Ben                     | Court métrage |
| 2016 | Les travaux                                 | Iago                    | Court métrage |
| 2016 | The Last Girl : Celle qui a tous les Dons   | Soldat Kieran Gallagher |               |
| 2018 | The Isle                                    | Cailean Ferris          |               |
| 2019 | L'histoire personnelle de David Copperfield | Markham                 |               |

### Télévision
| An           | Titre                       | Rôle                       | Remarques                                           |
| ------------ | --------------------------- | -------------------------- | --------------------------------------------------- |
| 2013         | Fresh Meat                  | Vlad Supporter 1           | Série 3 Épisode 8                                   |
| 2015         | Concombre                   | Dean Monroe                | 7 épisodes                                          |
| 2015         | Banana                      | Dean Monroe                | 6 épisodes                                          |
| 2015         | Mensonges ordinaires        | Ziggy                      | 5 épisodes                                          |
| 2015         | Le vote                     | Jonathan Clark             | Film télévisé                                       |
| 2016         | Songe d'une nuit d'été      | Flûte                      | Film télévisé                                       |
| 2017         | Dans le noir                | Théo                       | Mini-série                                          |
| 2018         | Un scandale très anglais    | Clive Otude                | Série 1 Épisode 3                                   |
| 2019         | Affaires non classées       | Andrew Dewy                | Épisodes: "À Brighton, à Brighton" (Parties 1 et 2) |
| 2019         | Martin's Close              | William                    | Film télévisé                                       |
| 2021         | Roméo et Juliette           | Mercutio                   | Film télévisé                                       |
| 2021         | Le service des réclamations | Narrateur                  | 2 épisodes                                          |
| 2022         | Atlanta                     | Khalil                     | Épisode: La mode blanche                            |
| 2022         | Heartstopper                | Monsieur Ajayi             | 4 épisodes                                          |
| À déterminer | Les liaisons dangereuses    | Chevalier de Saint Jacques | 8 épisodes                                          |

### Web
| An   | Titre | Rôle | Remarques             |
| ---- | ----- | ---- | --------------------- |
| 2015 | Tofu  | Soi  | Websérie ; 5 épisodes |

### Jeux vidéos
| An   | Titre          | Rôle | Remarques |
| ---- | -------------- | ---- | --------- |
| 2019 | Sang et vérité |      |           |